# Rubinetto

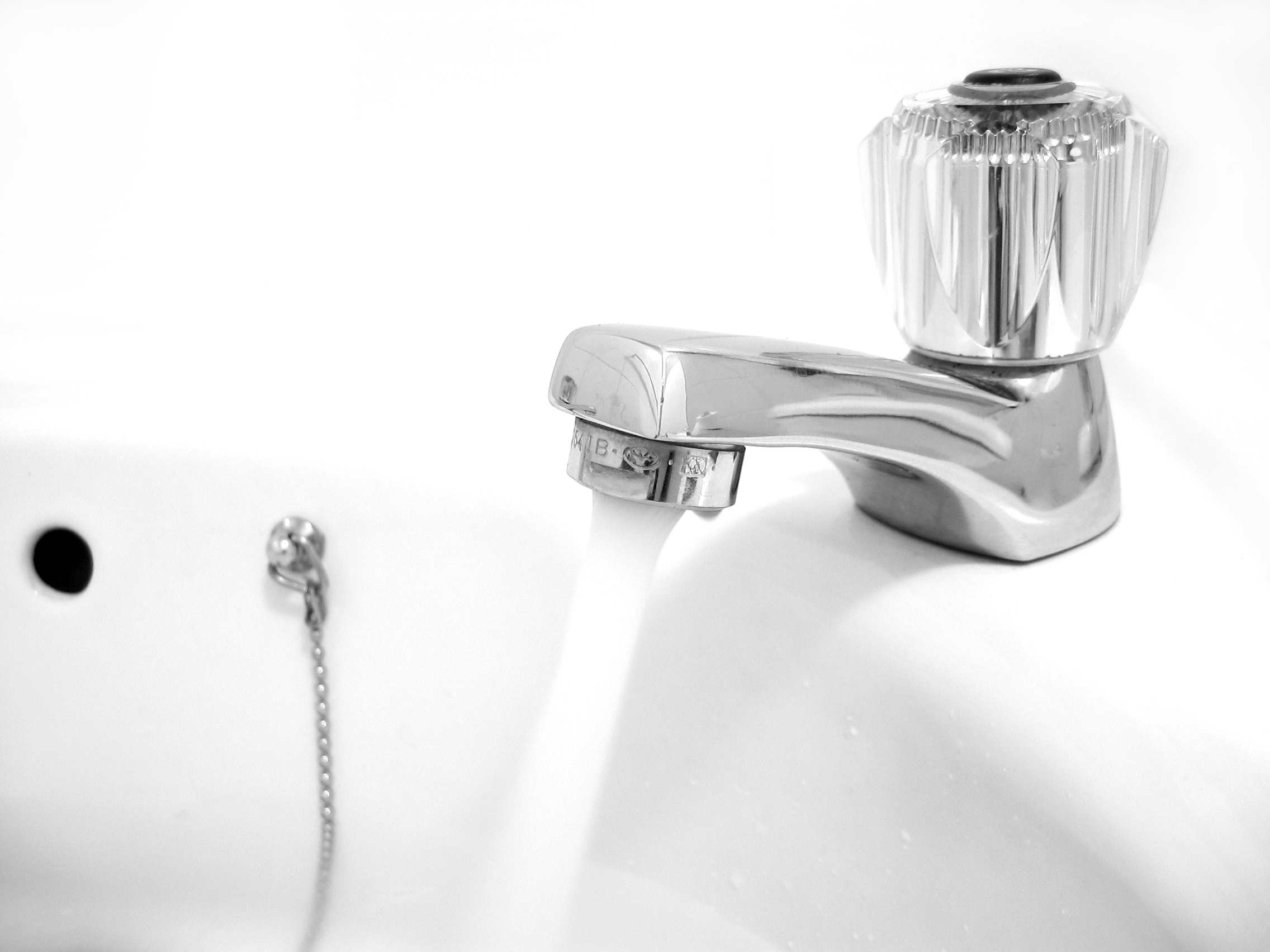
Comune rubinetto dell'acqua.

Il rubinetto è un dispositivo di regolazione del flusso di materia liquida o aeriforme installato all'estremità (regolazione del flusso in uscita) o nel mezzo (regolazione del flusso di passaggio) di un condotto, una tubatura o un serbatoio. Nel primo caso si parla più propriamente di rubinetto, nel secondo caso (o per sezioni dal diametro elevato) si parla di valvola.

## Etimologia del nome
L'etimologia del termine è particolarmente curiosa, poiché deriva da "robinet", diminutivo di "robin", che nella lingua francese indica il montone o l'ariete inteso come maschio della pecora. In passato, infatti, la chiavetta che regolava le cannelle dell'acqua degli impianti francesi era spesso ornata da una testa di un animale ed il montone era il fregio più frequente; così cominciò ad essere chiamata robinet, cioè "piccolo montone".
Alla fine dell'Ottocento il termine fu italianizzato in "robinetto" quindi diventò "rubinetto". Precedentemente in Italia i congegni erano denominati "chiavette" a sottolinearne la funzione.
Non mancano definizioni regionali, riferite in particolar modo alle bocche da fontana, che in molti casi presentano dei veri rubinetti per impedire lo spreco di acqua potabile. Oggi il termine rubinetto viene utilizzato in maniera generica, sia per indicare un prodotto con le doppie maniglie che i miscelatori monocomando.

## Storia

Schema di rubinetto a vitone

I più antichi rubinetti erano del tipo a maschio (in tre pezzi) e sono attestati fin dall'epoca romana, mentre l'invenzione del più recente rubinetto a vitone è attribuita all'inglese Thomas Grill nei primi anni dell'Ottocento. Questi rubinetti utilizzano appunto un vitone, una speciale valvola in ottone che ha come otturatore un disco in gomma (solitamente in NBR o EPDM) che viene premuto, girando la manopola, contro un'apertura circolare fino a bloccare il flusso dell'acqua, oppure liberare il medesimo flusso qualora la manopola venga azionata in senso opposto. Dagli anni settanta del Novecento è stato messo a punto il miscelatore a dischi ceramici, benché i primi esperimenti di miscelazione siano più antichi.

## Tipologia
Si distingue tra rubinetteria idrosanitaria, normalmente rifinita a mezzo verniciatura o processi galvanici e rubinetteria gialla o grezza, quest'ultima in genere utilizzata sui rubinetti destinati ad erogazione di combustibile o in apparecchiature meccaniche o rubinetteria per l'attività subacquea.
Esistono diversi tipi di rubinetti e di valvole, tra cui:
- Rubinetto a vitone
- rubinetto a maschio
- miscelatore monocomando
- miscelatore termostatico
- rubinetto a spillo
- valvola a saracinesca
- valvola a sfera
- elettrovalvola

Le definizioni possono variare da azienda a azienda e hanno varianti locali.

## Materiali

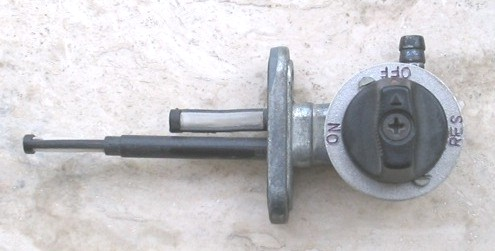
Rubinetto del combustibile

L'ottone cromato è uno dei materiali più diffusi per la realizzazione di rubinetti. L'ottone delle rubinetterie può essere sia opaco che lucido, ma il suo utilizzo al vivo (non cromato) è limitato alle linee in stile classico.

### Salute e burocrazia
La lega di ottone si lavora più facilmente con l'aggiunta di piombo, quest'ultimo durante la fusione e la lavorazione a caldo si deposita negli strati più superficiali del rubinetto; il tenore di piombo è compreso fra lo 0,5 e il 3 percento del peso della lega finale in ottone cromato. Nei rubinetti per uso con acqua potabile, a seguito del contatto con l'acqua che scorre, lo strato superficiale di piombo può essere asportato e ingerito (anche se con il passare del tempo il rilascio di piombo diminuisce). Di fronte a questo problema, dovendo per criteri normativi abolire l'uso del piombo in quanto metallo considerato gravemente dannoso per la salute, l'industria ha dovuto investire nella ricerca per adeguarsi alle normative, creando nuove leghe di ottone o bronzo senza piombo o utilizzando processi di depiombatura superficiale del materiale; per esempio in Giappone sono stati brevettati rubinetti realizzati in ottone cromato con silicio al posto del piombo.
La Direttiva 98/83/CE ha stabilito una soglia di 25 microgrammi fino al 2013 e di 10 microgrammi dopo il 2013.
L'Organizzazione mondiale della sanità ha elaborato una lista delle concentrazioni consigliate di metalli pesanti nei rubinetti per l'acqua potabile; per il piombo nei rubinetti raccomanda che il rilascio nell'acqua non superi i 10 microgrammi per litro. Queste raccomandazioni sono state recepite dalle legislazioni di Stati Uniti, Canada, Australia e Giappone. In questi Paesi i produttori di rubinetti devono ottenere una certificazione, la NSF 61, che valuta il rilascio di piombo nell'acqua.
Al contrario, in stati quali la Cina e l'India non ci sono indicazioni precise circa l'utilizzo del piombo, con conseguenti probabilità di rischio per la salute degli utilizzatori di rubinetti fabbricati in quegli stati.

### Raccomandazioni
Data la pericolosità del piombo e l'eventuale presenza in alcune zone di tubazioni al piombo e il rilascio di questo nell'acqua potabile, per non ingerirne quantità elevate è consigliabile in caso di lungo inutilizzo far scorrere i primi litri d'acqua i quali sono stati per lungo tempo a contatto con il piombo.